# 宝坻书画院
宝坻书画院，成立于2015年8月6日，位于天津市宝坻区南街7号，为非营利性艺术研究单位，院址建有三百平米的美术展厅，承担宝坻区大部分艺术展览需求，首任院长为孟庆占。